# Rubber Soul (personaje)
Rubber Soul (ラバーソール, Rabā Sōru) es un antagonista menor presente en la serie de JoJo's Bizarre Adventure: Stardust Crusaders.
Haciéndose pasar por Kakyoin, Rubber Soul acorrala y ataca a Jotaro y Anne en Singapur. Rubber Soul es un usuario de Stand que porta a Yellow Temperance.

## Apariencia
Rubber Soul tiene cabello oscuro y rizado, además de una estructura musculosa. Su Stand le otorga la habilidad de crecer y cambiar de apariencia a voluntad.

## Personalidad
Rubber Soul fue contratado por DIO con la promesa de ganar 100 millones de dólares como recompensa por matar a Jotaro.
Tiene una personalidad bastante inquietante: es muy grosero y descortés, no muestra respeto ni piedad por las personas y los animales, ya que son seres que sólo ve como alimento para su Yellow Temperance. No parece ser particularmente inteligente y se enoja fácilmente. Queriendo emboscar a Jotaro con la apariencia de Kakyoin, pero su comportamiento inusual delató su cubierta. También es narcisista y arrogante, refiriéndose a sí mismo como guapo y creyendo que su Yellow Temperance no tenía debilidades, burlándose de Jotaro y presumiendo de sus habilidades mientras subestimaba las habilidades de Jotaro.
Rubber Soul es también muy violento; intenta matar a un carterista rompiéndose la espalda y devora sin remordimientos a un perro bajo los ojos atónitos de su amo con su Stand. A fin de crecer más grande, no dudó en comer incluso bichos.
A pesar de esto, es muy cobarde, revelando los nombres de sus aliados para escapar de la ira de Jotaro y teniendo un fuerte temor de ser golpeado o herido en general.

## Habilidades
El Stand de Rubber Soul es Yellow Temperance; una masa pegajosa y gomosa unida a su cuerpo, la cual consume cualquier otra sustancia orgánica que entra en contacto con el. Lo defiende de todos los ataques físicos y le permite personificar efectivamente a otros. El Stand representa la carta del Tarot de la Templanza.

## Historia
Mientras que el grupo Joestar está en Singapur buscando entradas para viajar a la India, Joseph y Avdol deciden anticipar el próximo movimiento de DIO. Joseph usa Hermit Purple en un televisor, tratando de obtener cualquier información que pueda. Antes de poder localizar a DIO, su Stand advierte a su amo sobre un peligro inminente: uniendo juntos segmentos de voz de diferentes programas de televisión, Hermit Purple informa a los dos acerca de que Kakyoin es un traidor.
Sin embargo, el Stand de Joseph presagia la presencia y el modus operandi de Rubber Soul, ya que secretamente usa su Stand para tomar la apariencia de Kakyoin y emboscar a Jotaro mientras está solo con Anne. Jotaro comienza a sospechar sobre el comportamiento extraño de "Kakyoin". Cuando Rubber Soul intenta empujarlo desde un balcón, Jotaro cree que Kakyoin está poseído y golpea su rostro.
Después de golpearlo, el verdadero poder de Rubber Soul se revela. Al ser incapaz de destruir a Yellow Temperance al quemarle y congelarle, Jotaro arrastra a Rubber Soul bajo el agua, aprovechando las debilidades humanas del portador para derrotar a su Stand. Jotaro golpea a un adversario ahora indefenso, forzándolo a revelar el poder del Stand de J. Geil.
Rubber Soul intenta exterminar a Jotaro con un último ataque sorpresa, pero Jotaro logra contrarrestarlo aprovechando la presión del agua. El ahora derrotado Rubber Soul trata de salvarse diciendo que estaba bromeando, pero Jotaro responde diciendo "¿Bromeando? Entonces vamos a reír juntos" y procede a atacarlo con incontables golpes de Star Platinum. Se desconoce si Rubber Soul fue realmente asesinado en el proceso.

## Otras apariciones

### JoJo no Kimyō na Bōken
En este videojuego, Rubber Soul en cambio imita brevemente a Devo y combate contra el grupo del jugador en un tejado del hotel.

### JoJo no Kimyō na Bōken: The Animation - Stardust Shooters
Rubber Soul aparece como uno de los varios personajes de la Parte 3 que posee un Metal Striker. Su Movimiento Final hace que el adversario sea envuelto por su Stand Yellow Temperance, que se derrite e inflige daño.